# Cory Doctorow
Cory Efram Doctorow (Toronto, 1971. július 17.–) kanadai-brit blogger, újságíró, emberjogi aktivista, internetes híresség és sci-fi-szerző. A Boing Boing nevű weblog társszerkesztője. A Creative Commons szervezet népszerűsítője, aki valamennyi regényét ingyenesen letölthetővé teszi az interneten, és engedélyezi a fordítások elkészítését . Visszatérő témái a digitális jogok kezelése, a fájlmegosztás, a hackerkultúra, a cyberpunk témák és a poszt-hiánygazdaságban élő társadalmak.
Magyarul egy regénye, a Kis testvér (Little Brother) jelent meg, és első novellája, a Kacatvadász (Craphound).

## Bibliográfia

### Science fiction regények
- Down and Out in the Magic Kingdom. Tor. 2003 ISBN 0-7653-0436-8.
- Eastern Standard Tribe. Tor. 2004 ISBN 0-7653-0759-6
- Someone Comes to Town, Someone Leaves Town. Tor. 2005 ISBN 0-7653-1278-6
- Little Brother. Tom Doherty Associates. 2008 ISBN 0-7653-1985-3
- Makers. Tor. 2009 ISBN 0-7653-1279-4
- For The Win. Tor. 2010 ISBN 0-7653-2216-1
- The Rapture of the Nerds. Tor. September, 2012 ISBN 0-765-32910-7 (Charles Strosszal)
- Pirate Cinema. Tor. October 12, 2012. ISBN 0-7653-2908-5
- Homeland. Tor. February 5, 2013. ISBN 978-0-7653-3369-8

### Novelláskötetek és antológiák
- "0wnz0red", short story, 2002
- "Truncat" (short story) -- körülbelüli folytatás a Down and Out in the Magic Kingdomhoz, 2003
- A Place So Foreign and Eight More (válogatáskötet, Four Walls Eight Windows, 2003)
- "I, Robot" (Hugo-díjra jelölt novella, InfiniteMatrix.net, 2005)
- Overclocked: Stories of the Future Present (válogatás, Thunder's Mouth Press, 2007) ISBN 1-56025-981-7
- Scroogled" eredetileg a Radar magazinban jelent meg, 2007
- "True Names", (Benjamin Rosenbaummal közösen írt novella) a Fast Forward 2-ben, szerkesztette: Lou Anders, ISBN 978-1-59102-692-1, 2008
- There's a Great Big Beautiful Tomorrow / Now is the Best Time of Your Life (97 oldal, 2010)
- With a Little Help, (novelláskötet, 2010)
- Chicken Little (antológia, Gateways, szerkesztette: Elizabeth Anne Hull, 2011)

### Egyéb
- Ebooks: Neither E Nor Books (2004)
- Glenn Yeffeth, ed., The Anthology at the End of the Universe?, fejezet címe: "Wikipedia: A Genuine H2G2-Minus the Editors", Benbella Books. March 11, 2005 ISBN 978-1-932100-56-3
- The Complete Idiot's Guide to Publishing Science Fiction (Alpha Books, 2000)
- Essential Blogging (O'Reilly and Associates, 2002) ISBN 0-596-00388-9
- /usr/bin/god (novel; Tor Books) – 2008
- Content: Selected Essays on Technology, Creativity, Copyright, and the Future of the Future (2008)
- Context: Selected Essays on Productivity, Creativity, Parenting, and Politics in the 21st Century (2011)
- The Great Big Beautiful Tomorrow (2011)
- You Can't Own Knowledge, (Freesouls, 2010)

## Magyarul
- Kis testvér; ford. Csörgő Norbert; Metropolis Media, Bp., 2010 (Galaktika fantasztikus könyvek) ISBN 978 963 9828 48 3
- Homeland. Kis testvér 2.; ford. Oszlánszky Zsolt; Metropolis Media, Bp., 2015 (Galaktika fantasztikus könyvek) ISBN 978 615 5508 21 9
- Radikálisok; ford. Bosnyák Edit et al.; Agave Könyvek, Bp., 2020

## Díjak és elismerések
- 2000 John W. Campbell-díj[1]
- 2004 Locus-díj a Down and Out in the Magic Kingdom-ért
- 2004 Sunburst-díj a A Place So Foreign and Eight More-ért
- 2006 Locus-díj az "I, Robot"-ért
- 2007 Locus-díj a"When Sysadmins Ruled the Earth"-ért
- 2007 Az Electronic Frontier Foundation Pioneer-díj[2]

### AKis testvérért begyűjtött elismerések
- 2009 John W. Campbell-emlékdíj[3]
- 2009 Prometheus-díj
- 2009 Sunburst-díj
- 2009 White Pine-díj[4]